# Opatówiec
Opatówiec (prononciation : [ɔpaˈtuvjɛt͡s]) est un village polonais de la gmina de Staroźreby dans le powiat de Płock de la voïvodie de Mazovie dans le centre-est de la Pologne.
Il se situe à environ 3 kilomètres au sud-ouest de Staroźreby (siège de la gmina), 19 kilomètres au nord-est de Płock (siège du powiat) et à 84 kilomètres au nord-ouest de Varsovie (capitale de la Pologne).

## Histoire
De 1975 à 1998, le village appartenait administrativement à la voïvodie de Płock.